# Georg Schönfelder
Georg Schönfelder (* 1911 in Schlesien; † 1996 in Axien) war ein deutscher ehrenamtlicher Schachtrainer.

## Leben
Schönfelder kam 1947 nach Axien und spielte im Nachbarort Prettin aktiv Schach. Auf Bitte der Axiener Lehrerin Kirste begann er mit dem Aufbau einer Schachgruppe in Axien, so wurde bereits 1947 nach Unterrichtsschluss an der Schule Axien Schach gespielt. Es wurden mehrere Mannschaften gebildet und wöchentlich trainiert.
Die von ihm trainierten Kinder und Jugendlichen nahmen an bis zu 80 Wettkämpfen jährlich teil, u. a. in Falkenberg/Elster, Lauchhammer, Ruhland, Hoyerswerda, Gröditz, Halle, Wittenberg, Seiffen, Torgau waren die Spieler der „BSG Traktor Axien“ vertreten. Bei Kreis- und Bezirksspartakiaden sowie beim DDR-Ausscheid in Neukieritzsch waren die Axiener Schachspieler regelmäßig dabei.
Georg Schönfelder wirkte über 40 Jahre als Schachtrainer und Organisator von Schachturnieren. Generationen Axiener Schüler lernten bei ihm das Spiel. Unter seiner Führung wurde Axien zur „Schachhochburg“.
In Erinnerung an Georg Schönfelder trägt das alljährlich in Labrun stattfindende Schachturnier den Namen „Georg-Schönfelder-Landopen“. Das Turnier wird vom SV Jenapharm E.V. ausgerichtet und organisiert vom ehemaligen Axiener Schachschüler Bernd Mißbach.

## Belege
1. 1 2 3 4 5  Ulrich Riedel: Mit 77 Jahren noch ein eifriger Schachspieler. Lausitzer Rundschau, 18. August 1988.
2. 1 2  Gregor Heyne: Ein Mann, der Axien zur Schachhochburg machte. Mitteldeutsche Zeitung, 25. September 1993, S. 15.
3. 1 2 3 4  Lothar Günther: Axiener Schachlegende. Lausitzer Rundschau, 24. Juni 1996.
4. 1 2  Gregor Heyne: Schönfelders Leidenschaft war der Schachsport. Mitteldeutsche Zeitung, 21. Juni 1996.
5. 1 2 3  H.-Dieter Kunze: 20 Brettspieler in der Schachhochburg. Mitteldeutsche Zeitung, 17. Mai 2008.
6. 1 2 3 4 5 6  Rüdiger Horn: Georg Schönfelder – Nicht nur eine Schachlegende. In: Jörg Wolfslast (Hrsg.): Heimatkalender Jessen 2013. Jessen 2013, S. 123 ff.

| Personendaten    | Personendaten                          |
| ---------------- | -------------------------------------- |
| NAME             | Schönfelder, Georg                     |
| KURZBESCHREIBUNG | deutscher ehrenamtlicher Schachtrainer |
| GEBURTSDATUM     | 1911                                   |
| GEBURTSORT       | Schlesien                              |
| STERBEDATUM      | 1996                                   |
| STERBEORT        | Axien                                  |